# Irbid
Irbid (en árabe: إربد‎), antiguamente denominada Arabella o Arbela, es la capital y la ciudad más populosa de la Gobernación de Irbid, en el Reino de Jordania.
Con una población de 660.000 habitantes forma parte de la segunda zona metropolitana más grande de Jordania. Se encuentra ubicada a unos 70 km al norte de Amán sobre el filo norte del Galaad, equidistante de Pella, Beit Ras (Capitolias), y Umm Qais, la antigua Gádara. Por su belleza Irbid es llamada عروس الشمال (ʿArūs aš-Šamāl, la Novia del Norte).
Por su población Irbid es la tercera ciudad más grande de Jordania, tras Amán y Zarqa. La Gobernación de Irbid, que incluye a la ciudad de Irbid y las villas y  poblaciones aledañas, posee la mayor densidad  de población del reino.
La ciudad es un importante centro en la red de transporte terrestre, sirviendo de nexo entre Amán, Siria al norte, y Mafraq en el este.
La región de Irbid alberga varias universidades y centros de estudios superiores, se destacan la Jordan University of Science and Technology (JUST) y la Yarmouk University.

## Economía
Gran parte de su economía se basa en el sector servicios, y se encuentra directa o indirectamente relacionada con las instituciones de altos estudios que existen en la ciudad; por ejemplo en Irbid existen 26 compañías editoras de libros. La cantidad de cibercafés per cápita es la más elevada del mundo, dato registrado en el Libro Guinness de los récords.[cita requerida] Irbid es considerada la capital cultural de Jordania.